# Volker Halbach
Volker Halbach (* 1969 in Gronau) ist ein deutscher Architekt und Hochschullehrer.

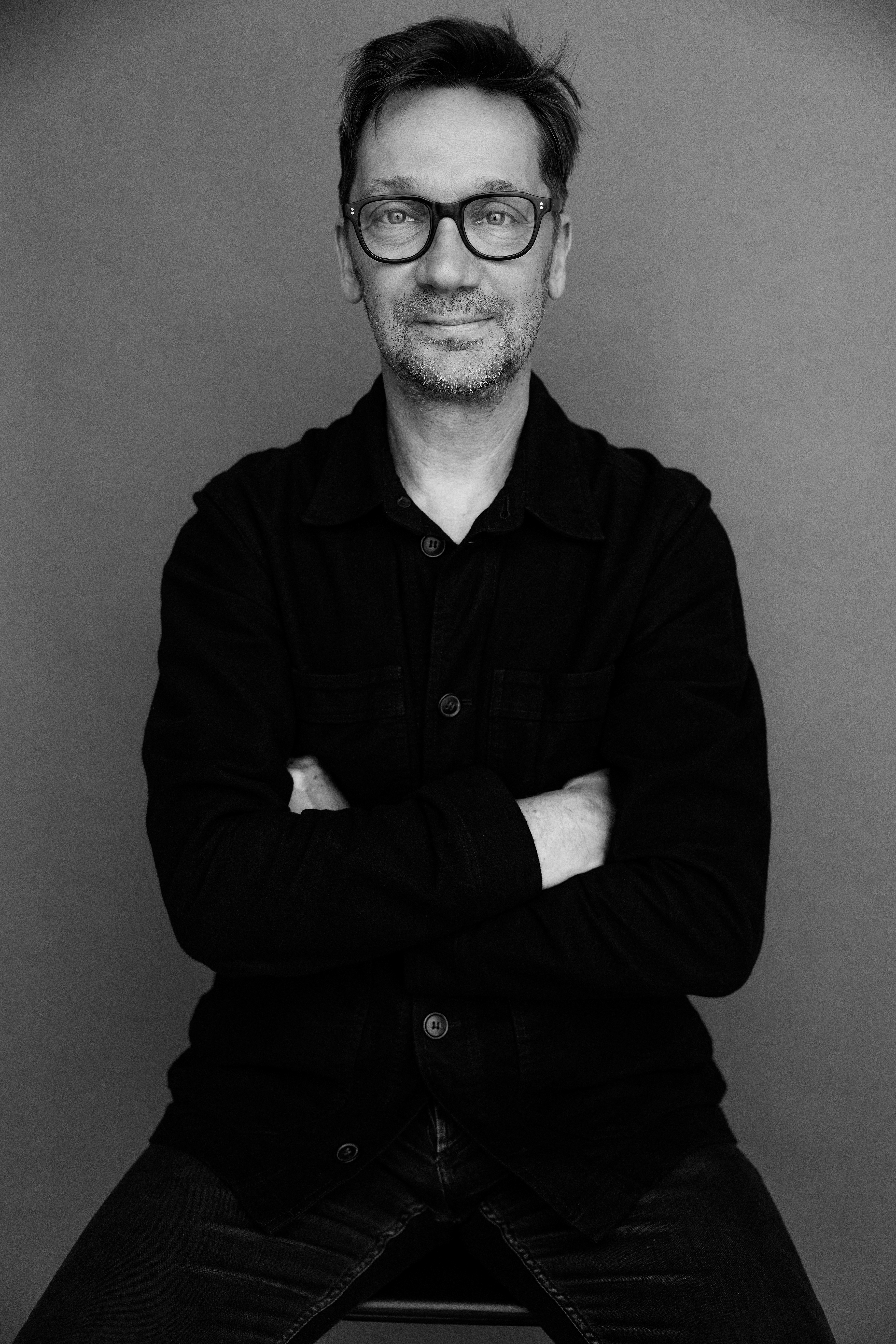
Volker Halbach

## Werdegang
Volker Halbach studierte bis 1997 an der Fachhochschule Bielefeld, der TU Delft und an der University of Miami und arbeitete anschließend bei Peter Eisenman in New York und bei BRT Architekten in Hamburg. 2002 gründete er mit Rüdiger Ebel, Maurice Paulussen und Carsten Venus Blauraum Architekten in Hamburg, das 2022 in blrm Architekt*innen umbenannt wurde. Volker Halbach lehrte an der Universidad Iberoamericana in Mexiko-Stadt und seit 2018 an der TH Nürnberg. 2008 wurde er in den BDA berufen. Volker Halbach wurde 2006 und 2012 zusammen mit Blauraum Architekten zur Architekturbiennale Venedig eingeladen.
2024 gründete Volker Halbach gemeinsam mit Rüdiger Ebel die auau Kurator*innen GmbH, eine eigenständige Kulturplattform zur Förderung des Architekturdiskurses in Hamburg. auau organisiert Ausstellungen, Lesungen und Diskussionen und versteht sich als Ergänzung des Architekturbüros Blrm Architekt*innen.

## Bauten
siehe blrm Architekt*innen

## Auszeichnungen und Preise
- 2006: Deutschland – Land der Ideen wählte Volker Halbach zu Einem der „100 Köpfe von morgen“[8]